# Savoy Truffle
Savoy Truffle (englisch für ‚Savoyen-Trüffel‘) ist ein Lied des britischen Musikers George Harrison aus dem Jahr 1968, das er mit seiner Band The Beatles für das gleichnamige Album aufnahm.

## Hintergrund
Wie George Harrison selbst sagte, handelt das Lied von Eric Claptons Vorliebe für Süßes und den daraus folgenden Problemen mit seinen Zähnen. Eines Tages sah dieser bei seinem Freund George eine Pralinenschachtel der Sorte Good News von Mackintosh; deren Pralinen-Namen verwendete Harrison im Songtext. Beim Mittelteil half ihm Derek Taylor mit dem Satz “You are what you eat.” (‚Du bist, was du isst.‘). So lautete ein Filmtitel, den zwei Freunde von Taylor, Alan Pariser und Barry Feinstein, gedreht hatten. Dieser Satz gilt als Maxime des französischen Epikureers Jean Anthelme Brillat-Savarin.

## Komposition
Das Lied steht im 4⁄4-Takt und 7⁄8-Takt, ist in e-Moll und G-Dur notiert und hat eine Länge von 2:54 Minuten. Das Genre wird als Rock bzw. als Soul bezeichnet.

## Text
In Savoy Truffle setzt Harrison eine von John Lennon begründete Tradition der Selbstzitate von Beatles-Titeln fort: Dieser hatte in I Am the Walrus vom November 1967 Lucy in the Sky with Diamonds vom Juni 1967 zitiert und wiederum in Glass Onion aus dem Jahr 1968 gleich fünf Beatles-Titel: Strawberry Fields Forever, I Am the Walrus, Lady Madonna, The Fool on the Hill und Fixing a Hole. Darüber hinaus erwähnt Harrison in Savoy Truffle das Lied Ob-La-Di, Ob-La-Da vom gleichen Doppelalbum: hierbei schreibt und singt er “We all know ob-la-di-bla-da, but can you show me where you are?”, aber nicht um selbstgefällig zu zitieren, sondern um ebenfalls achtsilbige Reime zu finden auf “You know that what you eat you are, but what is sweet now turns so sour”. Man kann „diese Zeilen auch verstehen als eine versteckte Kritik an Pauls […] süßlichen Songs“ oder als Hinweis darauf, dass das Leben eben nicht, wie im zitierten Lied behauptet, weitergehen wird, oder einfach als Unsinn. Dass der Text mit dem Thema Zahnschmerz nicht ohne Humor auskommt, ist offensichtlich.

## Aufnahme
Die ersten beiden Aufnahmen fanden statt in den Trident-Studios in Wardour Street, London W 1, „um die Umgebung zu wechseln“. Man traf sich am 3. und 5. Oktober 1968. Weitere Aufnahmen erfolgten am 11. und 14. Oktober 1968 im Abbey Road Studio 2. Harrison bat den Toningenieur Ken Scott, den Klang der Bläser zu „verschmieren“. Diese waren wohl nicht sehr erfreut, aber Harrison erklärte nach der Bearbeitung: “Please forgive me – but it’s the way I want it!” („Bitte vergebt mir – aber so will ich’s!“).
Es wurde eine Monoabmischung und eine Stereoabmischung hergestellt. Bei der Monoversion variiert das Gitarren- und Orgelspiel im Vergleich zur gängigen Stereoversion.
Besetzung
- George Harrison: Gesang, Lead-Gitarre (1957 Gibson Les Paul Custom [“Lucy”])
- Paul McCartney: Bass (1966 Fender jazz)
- Ringo Starr: Drums[23] (1964 Ludwig Oyster Black Pearl “Super Classic”)
- Chris Thomas: Orgel, E-Piano
- Art Ellefson: Tenor-Saxophon
- Danny Moss: Tenor-Saxophon
- Derek Collins: Tenor-Saxophon
- Ronnie Ross: Bariton-Saxophon
- Harry Klein: Bariton-Saxophon[24]
- Bernard George: Bariton-Saxophon[25]

## Veröffentlichungen
- Savoy Truffle wurde am 22. November 1968 in Großbritannien und in Deutschland auf dem Album The Beatles bei Apple Records veröffentlicht.[26] In den USA wurde die LP am 25. November 1968 veröffentlicht.[27]
- Am 9. November 2018 erschien die 50-jährige Jubiläumsausgabe des neu abgemischten Albums The Beatles (Super Deluxe Box) von Giles Martin und Sam Okell, auf dieser befindet sich eine bisher unveröffentlichte Version (Instrumental backing track) von Savoy Truffle.

## Kritiken
„Nach Back in the USSR war […] Savoy Truffle das beste Rockstück auf der Platte.“

“It’s the best George song since I want to tell you.”

„Es ist der beste Song von George seit I want to tell you.“

„Savoy Truffle, so witzlos wie sein Vorgänger […]“

Savoy Truffle was a gusty joke […] Far better was Long, Long, Long.

„Savoy Truffle war ein turbulenter Scherz […] Weit besser war Long, Long, Long.“

Savoy Truffle might not be one of the album’s more memorable songs.

„Savoy Truffle ist vielleicht nicht einer der erwähnenswerteren Songs des Albums.“

## Coverversionen
Savoy Truffle wurde unter anderem von Ella Fitzgerald auf ihrer Single I’ll Never Fall in Love Again / Savoy Truffle (1969) gecovert.